# Schönstattske kapele
Schoenstattske kapele niz su kapela katoličkog pokreta Schönstatt. Prva kapela nastala je u Schönstattu u okolici Koblenza i danas se naziva Prasvetište. Po uzoru na tu kapelu, nastalo je oko 200 identičnih kapela širom svijeta. Jedna je i u Hrvatskoj u Maloj Subotici.

## Postanak
Njemački katolički svećenik Joseph Kentenich dobio je na upravljanje kapelu u Schönstattu, gdje je 18. listopada 1914. godine utemeljio katolički marijanski pokret Schönstatt, sklopivši savez ljubavi s Marijom, moleći je da ta kapelica postane milosno mjesto, u kojem će ljudi dublje doživjeti Boga. Kentenich je tom prigodom rekao: "Želio bih rado učiniti ovo mjesto hodočasničkim i milosnim mjestom za našu kuću i za cijelu njemačku provinciju, a možda i dalje od toga. Svi koji ovamo dolaze neka iskuse Marijinu slavu i neka priznaju: Ovdje je dobro biti." Kapelica je posvećena Mariji Triput Divnoj, Kraljici i Pobjednici Schönstatta. U njemačkom jeziku, "Schönstatt" znači "lijepo mjesto".

## Izgled
Svaka schönstattska kapela ima identičan vanjski i unutarnji izgled, premda neke kapele ipak malo odstupaju, a svaka premda jednaka ima neku svoju osobitost, makar u okolišu oko kapele. Izvana kapela ima karakterističan oblik, bijelu fasadu, mali zvonik iznad kojeg je križ i krov od šindre. Na nekima na fasadi raste bršljan ili neke druge biljke penjačice. 
U unutrašnjosti, središnje mjesto zauzima oltar na kojem se ističe slika "Marije Triput Divne". Iznad slike piše na latinskom: "Servus Maria Numquam Peribit" (hrv. "Marijin službenik nikada neće propasti." Slika je djelo talijanskog slikara Luigija Crosija iz 1898. godine. Izvorno je nazvana "Refugium Peccatorum Madonna" ili "Gospa utočište grešnika" i bila je namijenjena za braću Kuenzil u Švicarskoj. Prešla je u vlasništvo švicarskog ogranka časnih sestara marijanskog katoličkog pokreta Schönstatt 1964. godine. Tada je slika dobila dodatni naziv "Marija Triput Divna", koji se danas češće koristi, od prvotnog naziva. 
Na oltaru se nalaze i kipovi apostola sv. Petra i Pavla, koji označavaju, da je pokret Scönstatt i apostolski pokret. Sa strane od oltara je kip sv. Mihaela, što je spomen na to, da je prva schönstattska kapela bila izvorno posvećena sv. Mihaelu. Kapele imaju i karakterističnu svjetiljku i tabernakul. 
Na prozorima su posebna četiri vitraja. Prvi ima simbol Isusa (PAX – početak Isusova imena na grčkom jeziku), a drugi ima simbol Marije (MTA – eng. "Mother Thrice Admirable", hrv. "Marija Triput Divna".) Treći vitraj sadrži afričku zvijezdu i križ, koji simboliziraju misionarski red, redovničke zajednice palotinaca, kojima je pripadao i utemeljitelj svetišta otac Joseph Kentenich. Četvrti vitraj ima obrise kapelice i mač sv. Ivane Orleanske, koju je otac Kentenich u jednom dokumentu pohvalio kao primjer odazivanja Božjem pozivu. Kraj oltara nalaze se vrčevi, u koje se stavljaju papirnate ceduljice na koje vjernici upisuju darove ljubavi: muke svakodnevnice, nevolje i brige, zahvalnost i radost i sl. Na temelju toga Marija dariva blagoslov iz Svetišta. Ceduljice se spaljuju jednom mjesečno. 

## U Hrvatskoj
Bila je predviđena izgradnja schönstattskog svetišta u okolici Slavonskog Broda, no zbog odustajanja lokalnih vlasti od projekta, tražila se druga lokacija. Prva schönstattska kapela u Hrvatskoj sagrađena je u Maloj Subotici u Međimurju 2010. godine. Prva je takva kapela u jugoistočnoj Europi, a sljedeća takva kapela prema istoku nalazi se tek u Indiji, na prostoru između Hrvatske i Indije nema nijedne. Po jedna postoji u Mađarskoj, Austriji i Češkoj u neposrednoj blizini Hrvatske. Više od 50 ima ih u Njemačkoj, a oko 200 u cijelom svijetu. Najviše ih ima Europi pa u Južnoj i Sjevernoj Americi. Na svakom kontinentu ima bar nekoliko. 
U rujnu 2018. godine, u Ivanovcima kod Valpova, posvećeno je drugo schönstattsko svetište u Hrvatskoj.
Posebnost hrvatske schösntattske kapele u Maloj Subotici simbol je srca. Slogan svetišta je: "Moje srce – tvoje svetište", a Mariju se naziva i Kraljica srca. U svetištu se nalaze tri srca. Jedno veliko srce oblikuju čempresi oko kapele. Ispred ulaza u kapelu nalazi se drugo srce, a treće veliko srce od papirnatih crvenih ruža nalazi se u kapeli ispred oltara. Glavna proslava hrvatskog schönstattskog svetišta je u subotu uoči svetkovine Blažene Djevice Marije Kraljice 22. kolovoza.